# 晉盈控股
晉盈控股有限公司 (除牌當時為0723.HK) ，是從安歷士換取上市，當時主要業務為經營房地產、採礦業、赤塔森林，其中中國業務比重最多。曾以「華晉國際控股有限公司」及「中國鎂業控股有限公司」上市。
但由於長期虧損，在轉營南美林業，現時由永保林業控股取代上市。

## 外部連結
- 永保林業控股 （页面存档备份，存于）
- 永保林業控股投資部 （页面存档备份，存于）